# أوقستي بيرين (رسام)
أوقستي بيرين (بالفرنسية: Augustin Feyen-Perrin) (و. 1826 – 1888 م) هو رسام، ونقاش ‏، ورسام توضيحي، ومصور فرنسي، توفي في باريس، عن عمر يناهز 62 عاماً.

## التعليم
تعلم في المدرسة الوطنية للفنون الجميلة
.

## معرض صور

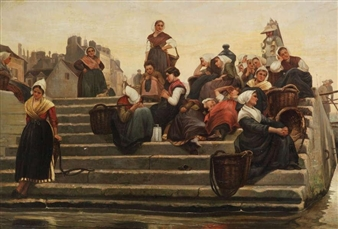
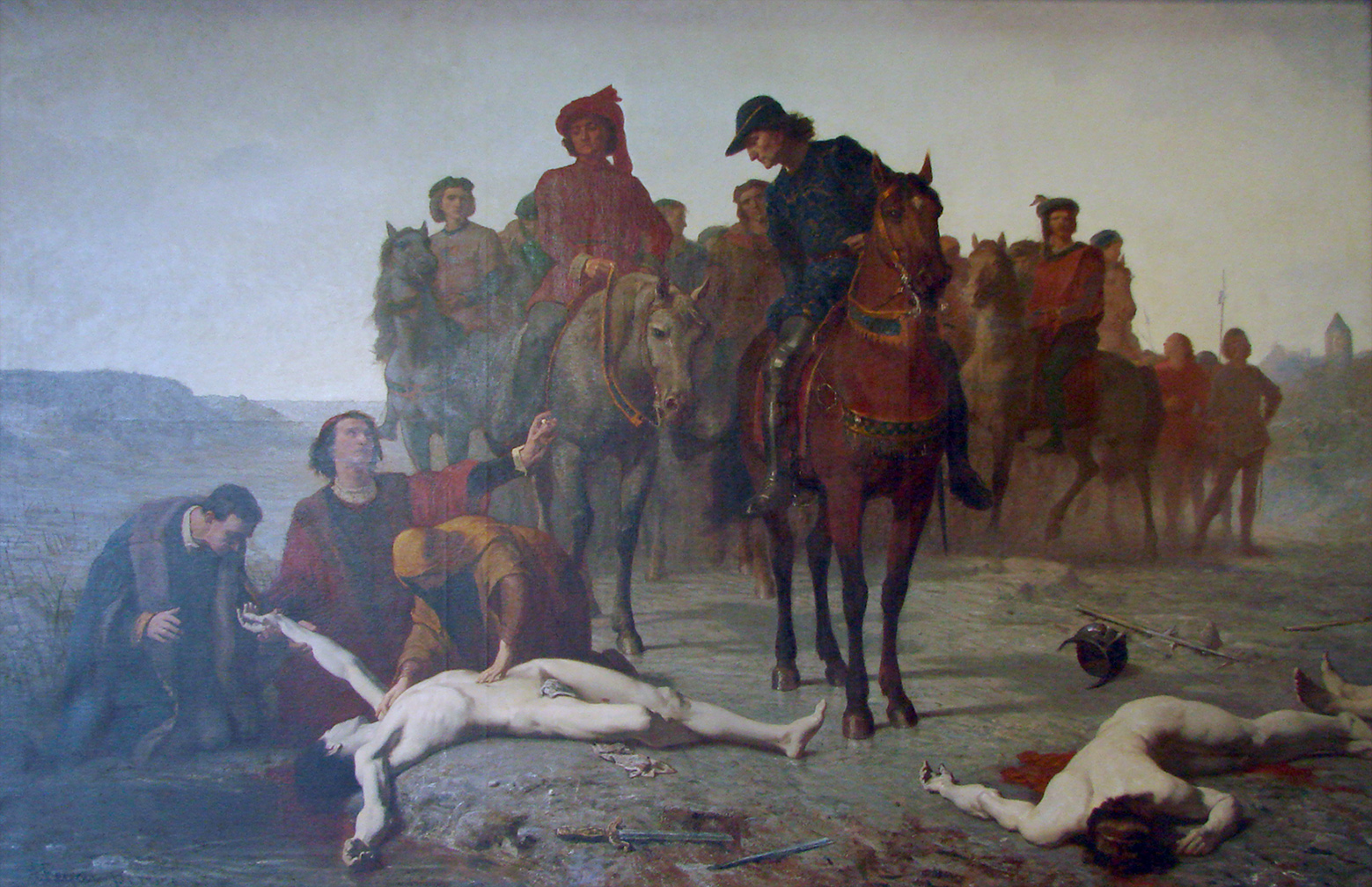
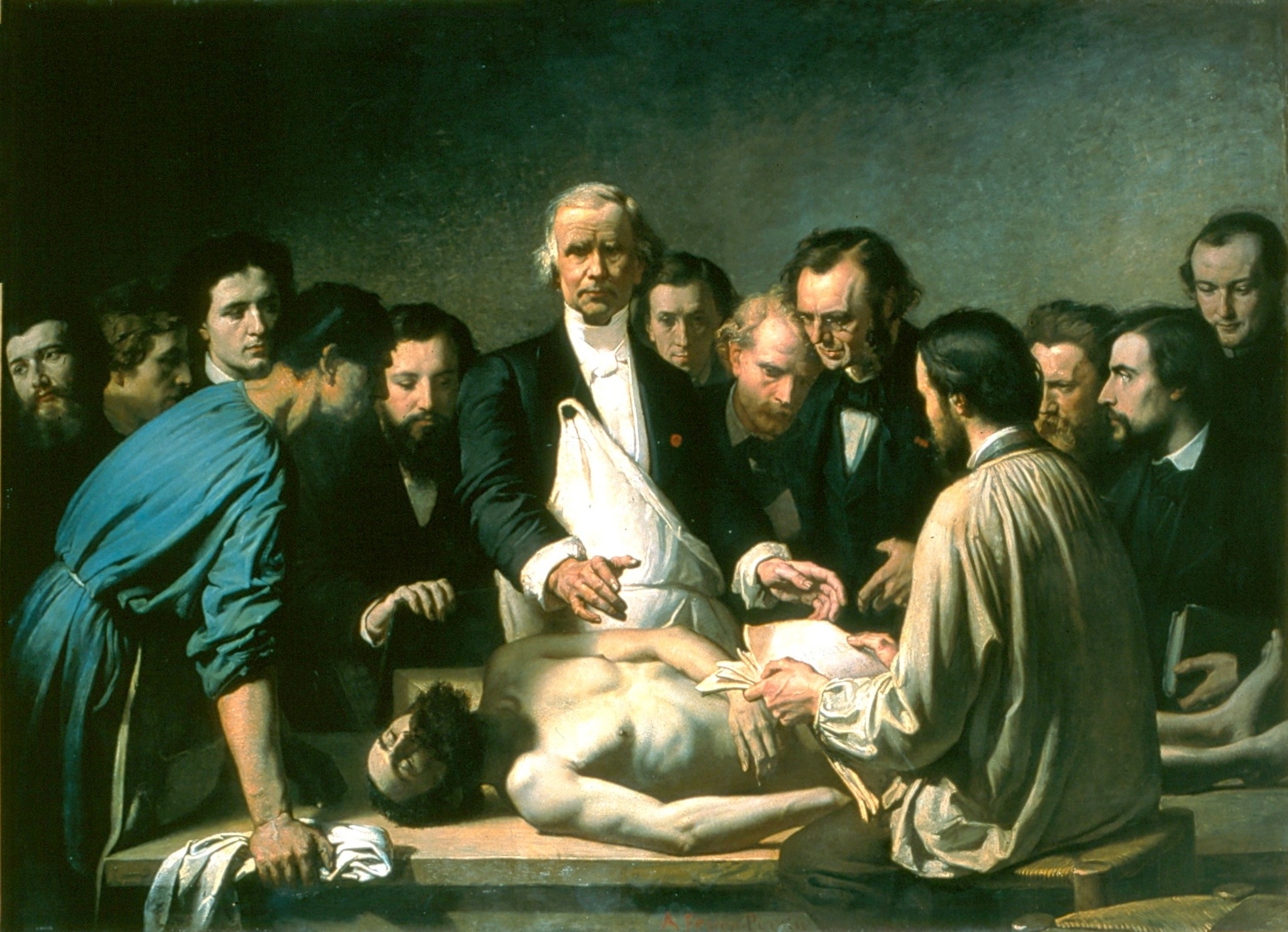

## جوائز
حصل على جوائز منها:

وسام جوقة الشرف من رتبة فارس